# 161e Infanteriedivisie (Wehrmacht)
De 161e Infanteriedivisie (Duits: 161. Infanterie-Division) was een Duitse infanteriedivisie tijdens de Tweede Wereldoorlog. De divisie had een kleine rol in de veldtocht in het Westen en kwam daarna in actie aan het oostfront gedurende de rest van zijn bestaan. Tussentijds werd de divisie ook nog herbouwd in Frankrijk in 1942. Eind 1943 had de divisie zoveel verliezen geleden dat deze opgenomen werd in een zogenaamde Korps-Abteilung. Na heroprichting in 1944 was de levensduur slechts een maand en de divisie werd vernietigd in Bessarabië.

## Geschiedenis

### Oprichting
De 161e Infanteriedivisie werd opgericht op 1 december 1939 op Oefenterrein Ary is Oost-Pruisen in Wehrkreis I. De 161e Infanteriedivisie was een divisie van de 7e Aufstellungswelle. Deze Welle werd samengesteld eind 1939, toen de Wehrmacht zich voorbereidde op de Slag om Frankrijk. In deze 7e Welle-eenheden werden de antitankdetachementen ondersteund door een fietscompagnie. Ze waren bewapend met Duits materieel, in plaats van met het Tsjechoslowaakse materieel van de 5e en 6e Welle. Tegen 28 december 1939 was de divisie op volledige sterkte nadat het laatste regiment (het 371e) was toegevoegd. De divisie bleef voor training in Oost-Pruisen tot 1 mei 1940, waarna deze naar het westfront getransporteerd werd, rond Kaiserslautern.

### Veldtocht in het Westen

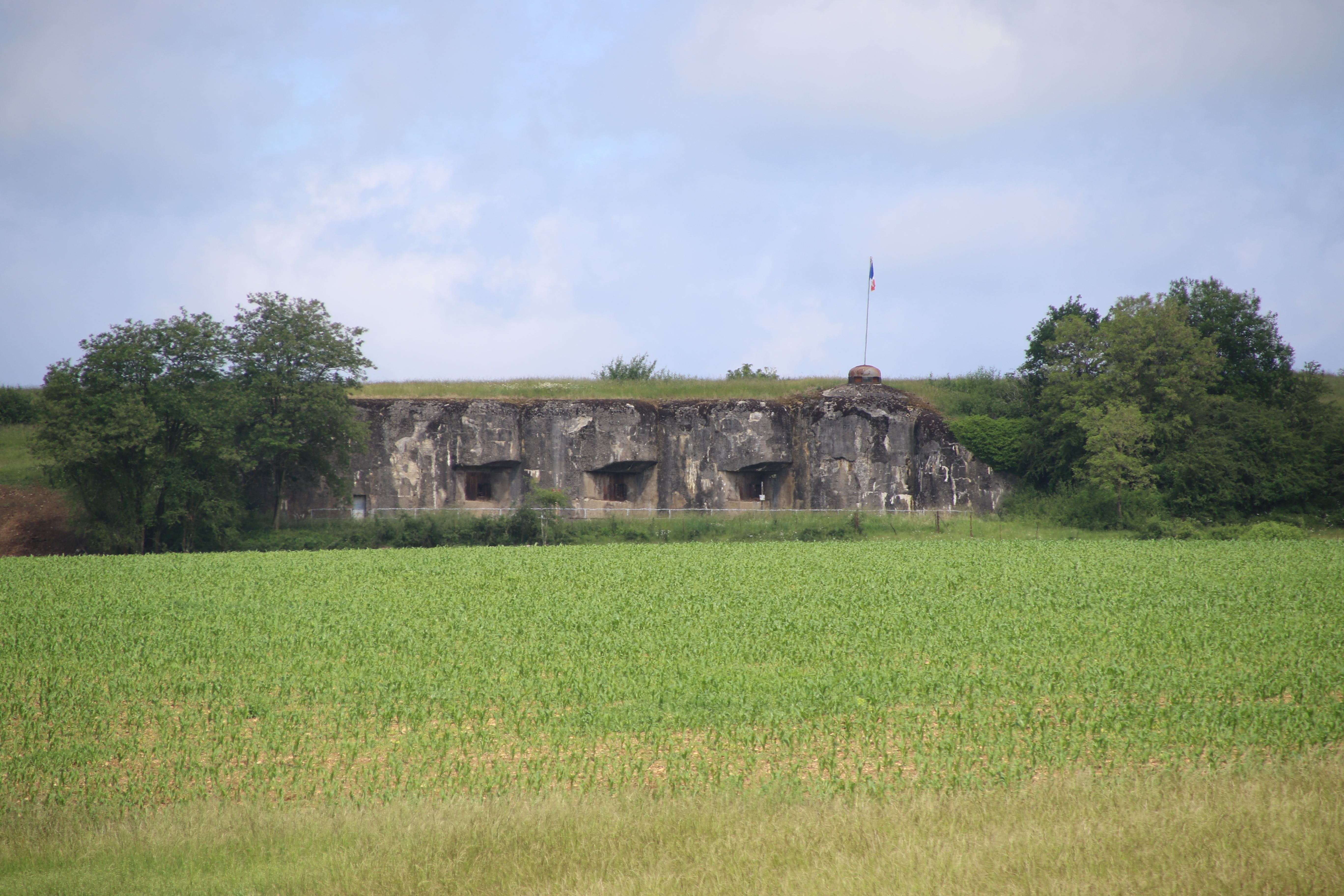
Deel van de Maginotlinie (Ouvrage de Fermont, bloc 4) waar de divisie in actie kwam

Aan het eerste deel van de veldtocht, Fall Gelb, nam de divisie niet deel en was ook in de eerste dagen van deel twee nog niet actief. Wel volgde in eind mei 1940 een verplaatsing naar Luxemburg. Pas nadat de 183e Infanteriedivisie bij Longuyon door de Maginotlinie gebroken was, trok de divisie er ook doorheen en kwam tussen 16 en 25 juni kort in actie tussen Longuyon en Fontoy. Al kort na het einde van de vijandelijkheden, op 7 juli, vertrok de divisie alweer naar Oost-Pruisen. Op 30 oktober moest de divisie dan Staf/IR 371, I./IR 336 en I./IR 364 afgeven voor de oprichting van IR 677 (332e Infanteriedivisie), maar deze werden meteen ook weer vervangen.

### Veldtocht tegen de Sovjet-Unie
Voor Operatie Barbarossa was de divisie deel van het 9e Leger en kwam meteen van 22 juni 1941 in actie. Onder zware gevechten werd op 27 juni Lida ingenomen. Daarna ging het verder, waarbij tijdelijk zelf grote delen van de divisie ingesloten werden door de Sovjets. Vandaar ging het verder via Lepel (begin juli) naar Doechovsjtsjina (begin augustus). In dit gebied onderging de divisie een maand lang hevige Sovjetaanvallen en leed zware verliezen. Van 8 september tot 1 oktober werd de divisie dan ook uit het front genomen en kort daarachter licht opgefrist. Tijdens Operatie Taifun kwam de divisie meest achter de voorste troepen aan en kwam eind oktober bij Kalinin pas in actie langs de Wolga. Tegen 25 november had de divisie sinds het begin van de veldtocht 193 officieren en 6174 onderofficieren en manschappen verloren, het hoogste aantal van alle divisies in het 9e Leger.
Nadat het Rode Leger op 5 december zijn grote tegenoffensief ingezet had, kon de divisie nog 10 dagen alle aanvallen bloedig afslaan, maar moest zich toen aansluiten bij de algehele terugtocht van Heeresgruppe Mitte. Tegen het eind van het jaar werd de Wolga weer overgestoken bij Rodnya en kwam in de verdediging bij Iroesjka, noordelijk van Zoebtsov. Hiermee begonnen voor de divisie de gevechten rond Rzjev, die zouden duren tot september 1942. Op 10 september werd de moegestreden divisie eindelijk uit het front genomen en in het achterland gepositioneerd. Van 6 tot 20 oktober 1942 vertrok de divisie dan naar Bretagne in Frankrijk om nieuw opgebouwd te worden. De divisie lag bij Combourg en later bij Tressaint. Op 1 november werd Infanterie-Regiment 336 opgeheven, maar al op 28 december 1942 heropgericht doordat beide andere regimenten een bataljon afgaven. Op 23 november 1942 werd de divisie dan naar de Kanaalkust overgebracht ter hoogte van Montreuil-sur-Mer. Vanaf 12 april 1943 begon de herbouwde divisie zich dan weer per trein naar het oostfront te verplaatsen. Vanaf 27 april nam de divisie dan stelling langs de Donets bij  Tsjoegoejev. Dit gebied werd nu het gevechtsgebied van de divisie gedurende de volgende 4 maanden. Toen het Rode Leger begon met zijn Operatie Polkovodets Roemjantsev, kreeg de divisie hier vanaf 10 augustus 1943 mee te maken. Aanvankelijk kon de divisie nog de aanvallen afslaan, maar al snel moest aan de algehele terugtocht naar de Dnjepr aangesloten worden.
Tijdens deze terugtocht, vanaf 16 september, werd de divisie langzaam opgedeeld. De divisiestaf werd Kampfkommandant Krementsjoek, tot 28 september. Het grootste deel van de vechtende delen werden als Kampfgruppe (Major) Abel onder bevel gesteld van de 355e Infanteriedivisie. Grenadier-Regiment 371 was al vanaf 19 augustus onder bevel van deze divisie. Op 24/25 september volgde dan de Dnjepr overtocht bij Peski/Sjoelgovka en de (onderstelde) divisie bleef daar tot eind oktober 1943. De divisiestaf lag rond Alexandrija en later bij Selenaje (zuid van Kirivograd).

### Deel van Korps-Abteilung A
De divisie werd daar op 10 november 1943 samengevoegd met de 293e en 355e Infanteriedivisies tot Korps-Abteilung A. Daarbij vormde de staf van de 161e Infanteriedivisie de staf van deze Korps-Abteilung. Elk van de drie divisies vormde een “Divisiegroep” vormde ter grootte van een regiment. Hiermee kwam een eind aan de 161e Infanteriedivisie. De divisie had van zijn oprichting tot 30 september 1943 in totaal 24.206 man verloren.

### Heroprichting
De 161e Infanteriedivisie werd opnieuw opgericht op 27 juli 1944 door omdopen van de Korps-Abteilung A. Deze eenheid lag op dat moment tegenover Grigoriopol langs de Dnjestr. Toen het Rode Leger op 20 augustus 1944 aanviel, was de divisie niet meteen betrokken, maar moest zich aan de terugtocht aansluiten twee dagen later. De divisie vocht zich moeizaam terug, maar een overgang over de Proet lukte niet meer tegenover de Sovjet-overmacht. In de dagen rond 27 augustus was er van een georganiseerde leiding of weerstand al geen sprake meer. 

### Einde
Op 29 augustus hield de 161e Infanteriedivisie op te bestaan bij Tomai. Slecht enkele leden van de divisie kwamen terug naar de Duitse linies. Officieel werd de divisie op 9 oktober 1944 ontbonden. Resten dienden voor de opfrissing van de 76e Infanteriedivisie en voor de heroprichting van de 15e Infanteriedivisie.

## Commandanten
| Rang                                     | Naam                       | Begin             | Eind               |
| ---------------------------------------- | -------------------------- | ----------------- | ------------------ |
| Generalleutnant                          | Hermann Wilck              | 1 december 1939   | 17 september 1941  |
| Generalleutnant                          | Heinrich Recke             | 17 september 1941 | 15 augustus 1943 † |
| Oberst                                   | Otto Schell                | 15 augustus 1943  | 22 augustus 1943   |
| Generalleutnant                          | Karl Albrecht von Groddeck | 22 augustus 1943  | 28 augustus 1943   |
| Oberst vanaf 1 oktober 1943 Generalmajor | Paul Drekmann              | 28 augustus 1943  | 10 november 1943   |
|                                          |                            |                   |                    |
| Generalleutnant                          | Paul Drekmann              | 27 juli 1944      | 5 september 1944   |

Oberst Schell was m.d.F.b. (mit der Führung beauftragt = tijdelijk bevelhebber), nadat Generalleutnant Recke was vermist (wwarschijnlijk gesneuveld) bij een tegenaanval rond Ternovka, oostelijk van Dnjepropetrovsk. Oberst Schell was toen de commandant van Grenadier-Regiment 364.

## Bovenliggende bevelslagen
| Legerkorps                 | Leger                   | Legergroep              | Plaats/regio             | Begin             | Eind              |
| -------------------------- | ----------------------- | ----------------------- | ------------------------ | ----------------- | ----------------- |
| in oprichting              |                         | Wehrkreis I             | Oost-Pruisen             | 1 december 1939   | 1 mei 1940        |
| direct onder bevel         | OKH                     |                         | Frankenstein             | 4 mei 1940        | 26 mei 1940       |
| 23e Legerkorps             | 16. Armee               | Heeresgruppe A          | Trier                    | 26 mei 1940       | 8 juni 1940       |
| Höh.Kom. z.b.V. XXXI       | 16. Armee               | Heeresgruppe A          | Luxemburg                | 8 juni 1940       | 20 juni 1940      |
| Höh.Kom. z.b.V. XXXI       | 16. Armee               | Heeresgruppe C          | Lotharingen              | 20 juni 1940      | 7 juli 1940       |
| 26e Legerkorps             | 18. Armee               | Heeresgruppe B          | Oost-Pruisen             | 8 juli 1940       | 11 april 1941     |
| 6e Legerkorps              | 18. Armee               | Heeresgruppe B          | Oost-Pruisen             | 11 april 1941     | 19 april 1941     |
| 8e Legerkorps              | 9. Armee                | Heeresgruppe B          | Oost-Pruisen             | 19 april 1941     | 27 mei 1941       |
| 8e Legerkorps              | 9. Armee                | Heeresgruppe Mitte      | Oost-Pruisen             | 27 mei 1941       | 26 juni 1944      |
| 5e Legerkorps              | 9. Armee                | Heeresgruppe Mitte      | Bialystok                | 26 juni 1944      | 6 juli 1941       |
| 8e Legerkorps              | 9. Armee                | Heeresgruppe Mitte      | Nalibocka                | 6 juli 1941       | 14 juli 1941      |
| direct onder bevel         | 9. Armee                | Heeresgruppe Mitte      | Bialystok                | 14 juli 1941      | 30 juli 1941      |
| direct onder bevel         | 4. Armee                | Heeresgruppe Mitte      | Smolensk                 | 30 juli 1941      | 4 augustus 1941   |
| 8e Legerkorps              | 4. Armee                | Heeresgruppe Mitte      | Smolensk/Wopj            | 4 augustus 1941   | 15 september 1941 |
| 5e Legerkorps              | 9. Armee                | Heeresgruppe Mitte      | Smolensk/Wopj            | 15 september 1941 | 28 september 1941 |
| reserve/direct onder bevel | 9. Armee                | Heeresgruppe Mitte      | Vjazma                   | 28 september 1941 | 7 oktober 1941    |
| 6e Legerkorps              | 9. Armee                | Heeresgruppe Mitte      | Vjazma                   | 7 oktober 1941    | 9 oktober 1941    |
| direct onder bevel         | 9. Armee                | Heeresgruppe Mitte      | Vjazma                   | 9 oktober 1941    | 12 oktober 1941   |
| 27e Legerkorps             | 9. Armee                | Heeresgruppe Mitte      | Zoebtsov                 | 12 oktober 1941   | 25 oktober 1941   |
| 41e Gemotoriseerde Korps   | Panzergruppe 3          | Heeresgruppe Mitte      | Staritza, Kalinin        | 25 oktober 1941   | 20 november 1941  |
| 27e Legerkorps             | 9. Armee                | Heeresgruppe Mitte      | Kalinin                  | 20 november 1941  | 16 december 1941  |
| 6e Legerkorps              | 9. Armee                | Heeresgruppe Mitte      | Kalinin, Rzjev           | 16 december 1941  | 4 januari 1942    |
| 27e Legerkorps             | 9. Armee                | Heeresgruppe Mitte      | Rzjev                    | 4 januari 1942    | 10 maart 1942     |
| Gruppe Recke               | 9. Armee                | Heeresgruppe Mitte      | Rzjev                    | 10 maart 1942     | 9 mei 1942        |
| 41e Gemotoriseerde Korps   | 9. Armee                | Heeresgruppe Mitte      | Rzjev                    | 9 mei 1942        | 10 juli 1942      |
| 41e Pantserkorps           | 9. Armee                | Heeresgruppe Mitte      | Rzjev                    | 10 juli 1942      | 24 juli 1942      |
| 46e Pantserkorps           | 9. Armee                | Heeresgruppe Mitte      | Rzjev                    | 24 juli 1942      | 5 augustus 1942   |
| Gruppe Bülowius            | 9. Armee                | Heeresgruppe Mitte      | Rzjev                    | 5 augustus 1942   | 7 augustus 1942   |
| 39e Pantserkorps           | 9. Armee                | Heeresgruppe Mitte      | Rzjev                    | 7 augustus 1942   | 15 augustus 1942  |
| 27e Legerkorps             | 9. Armee                | Heeresgruppe Mitte      | Rzjev                    | 15 augustus 1942  | 26 september 1942 |
| direct onder bevel         | 9. Armee                | Heeresgruppe Mitte      | Rzjev                    | 26 september 1942 |                   |
| 27e Legerkorps             | 7. Armee                | Heeresgruppe D          | Bretagne                 | 5 oktober 1942    | 23 november 1942  |
| 82e Legerkorps             | 15. Armee               | Heeresgruppe D          | Bretagne                 | 23 november 1942  | 12 april 1943     |
| direct onder bevel         | direct onder bevel      | Heeresgruppe Süd        | op transport             | 15 april 1943     | 20 april 1943     |
| 48e Pantserkorps           | AA Kempf                | Heeresgruppe Süd        | Charkov                  | 20 april 1943     | 28 april 1943     |
| 42e Legerkorps             | AA Kempf                | Heeresgruppe Süd        | Charkov                  | 28 april 1943     | 22 augustus 1943  |
| 42e Legerkorps             | 8. Armee                | Heeresgruppe Süd        | Charkov                  | 22 augustus 1943  | 11 september 1943 |
| 52e Legerkorps             | 8. Armee                | Heeresgruppe Süd        | Charkov                  | 11 september 1943 | 16 september 1943 |
| 52e Legerkorps             | 1. Panzerarmee/8. Armee | Heeresgruppe Süd        | Dnjepropetrovsk/ Rovnoje | 16 september 1943 | 10 november 1943  |
| direct onder bevel         | 1. Panzerarmee          | Heeresgruppe Süd        | Rovnoje                  | 10 november 1943  |                   |
|                            |                         |                         |                          |                   |                   |
| 52e Legerkorps             | 6. Armee                | Heeresgruppe Südukraine | Bessarabië               | 27 juli 1944      | 29 augustus 1944  |

## Samenstelling
1939
- Infanterie-Regiment 336
- Infanterie-Regiment 364
- Infanterie-Regiment 371
- Artillerie-Regiment 241 (vier Abteilungen)
- Panzerjäger-Abteilung 241 (antitankbataljon)
- Fahrrad-Schwadron 241 (fietscompagnie)
- Pionier-Bataillon 241 (geniebataljon)
- Feldersatz-Bataillon 241 (vervangingsbataljon)
- Nachrichtenabteilung 241 (verbindingsbataljon)
- Nachschubstruppen (bevoorradingstroepen)

1944
- Grenadier-Regiment 371
- Grenadier-Regiment 866
- Grenadier-Regiment 50
- Artillerie-Regiment 241
- Feldersatz-Bataillon 241
- Divisions-Füsilier-Bataillon 161
- Pionier-Bataillon 241
- Panzerabwehr-Abteilung 241
- Infanterie-Divisions-Nachrichten-Abteilung 241
- Divisions-Nachschubtruppen 241